# East Nashville Crips
East Nashville Crips, også kendt som Nashville Rollin' 90s Crips, er en afdeling af det Los Angeles, Californien-baserede Rollin' 90s Crips. Deres territorium, er i East Nashville, Nashville, Tennessee. The Rollin 90s tilhører, den originale Crips-bande, grundlagt i Los Angeles.

## Oprindelse
The East Nashville Crips blev grundlagt af Jamal Shakir, lederen af the Rollin' 90s Crips i Los Angeles. Shakir medbragte en del af Los Angeles Rollin' 90s Crips-medlemmerne og grundlagde et nyt sæt i East Nashville, i Nashville, Tennessee. Mens den nøjagtige, dato for grundlæggelsen af East Nashville Crips, er ukendt tyder noget på at den Los Angeles-baserede bandes aktiviteter i Nashville Metropolitan Area, kan dateres tilbage til 1994, med opdagelsen af en tidligere ansat bodybuilder, hos Los Angeles Parks, som blev afsløret i at være narkohandler, i Cheatham County.

### Andre Crips i Nashville
Mens Rollin' 90s Crips er det eneste kendte Crip-sæt i Nashville, med direkte forbindelse til Crips i Los Angeles, så hævder crips-sættene The Six, 98th Mafia, og Five Deuce, også at have en lignende forbindelse. Disse sæt, blev grundlagt et stykke, tid efter den oprindelige, grundlæggelse af East Nashville Crips og immigrationen af Rollin' 90s Crips fra Los Angeles.

## Aktivitet
Som en af de første, landsdækkende gadebander, med hovedsæde i Nashville, fastholder East Nashville Crips et samarbejde med de oprindelige Rollin' 90s Crips i Los Angeles, fra dengang Jamal Shakir brugte Nashville som et knudepunkt, for hans narkotikaimperium, som strakte sig over hele landet og dækkede mindst tre større byer (Los Angeles, Memphis, Oklahoma City). Desuden har, East Nashville Crips-medlemmerne også været forbundet med/er blevet dømt for narkohandel i Nashville-området. Donnell Young blev idømt livsvarigt fængsel i 2009, men organisationen fortsatte med at vokse. I 2010, blev to East Nashville Crips-bandemedlemmer skudt og dræbt, ved J C Napier Homes i Woodland, Waverly-kvarteret over broen til Nashville's East End-nabolaget. MNPD overvejer, om væksten i East Nashville Crips/Rollin 90s Crips kan have bredt sig til South Nashville, i Antioch-området, North Nashville-området (såsom Buena Vista Heights), samt Madison-området i Nashville.